# All Good Things... (Star Trek: The Next Generation)
"All Good Things..." är finalavsnittet av den amerikanska TV-serien Star Trek: The Next Generation. Det visades första gången på amerikansk TV den 29 maj, 1994 och precis som det första avsnittet i serien, "Encounter at Farpoint", var det ett två timmars dubbelavsnitt. Avsnittet knyter ihop seriens första avsnitt genom att fungera som en avslutning på den rättegång som den guda-lika varelsen Q startade mot besättningen ombord Enterprise-D och mänskligheten.

## Handling
Kapten Jean-Luc Picards medvetande hoppar oförklarligt mellan nutid (stardate 47988) och det förflutna strax före USS Enterprise-D's första uppdrag sex år tidigare vid Farpoint samt över 25 år in i framtiden, där han som en gammal man har gått i pension vid familjens vingård i Labarre, Frankrike. Dessa hopp inträffar utan förvarning. Den resulterande diskontinuiteten i Picards beteende är förvirrande.
I nutiden får Picard order om att föra Enterprise till kanten av den neutrala zonen för att undersöka en rumslig anomali.
I framtiden får han lift ombord på USS Pasteur, som är under befäl av hans tidigare fru Dr. Beverly Picard, som han övertalar att försöka hitta anomalin.
I det förflutna insisterar Picard på att fortsätta Enterprise's uppdrag vid Farpoint, trots att det ställdes in av Stjärnflottan för att undersöka anomalin, då han anser att ett mötet med Q är viktigare. Men Q finns inte på den plats där de först möttes. Picard går in på sitt kontor, bara för att ånyo finna sig själv i Q's rättssal. Q avslöjar att rättegången som startade för sju år sedan aldrig avslutades och att den nuvarande situationen är mänsklighetens sista chans att visa sig värdig inför Q-kontinuiteten, men i hemlighet avslöjar han att han själv är orsaken till Picards tidshopp. Q utmanar Picard i att lösa mysteriet med anomalin, och påstår kryptiskt att Picard kommer att förgöra mänskligheten.
När de når fram till anomalin i de tre tidsperioderna upptäcker Picard att den är mycket större i det förflutna, men inte existerar alls i framtiden. Samtidigt som Enterprise i både nutida och den dåtida tidsperioden scannar anomalin med tachyonstrålar attackeras USS Pasteur av Klingonskepp, men besättningen räddas tack vare ankomsten av den framtida versionen av Enterprise under befäl av amiral William Riker. Denne öppnar eld mot flera av de attackerande krigsskeppen, som retirerar från den neutrala zonen. Det framkommer att Riker och Worf slåss om Enterprises framlidne rådgivare Deanna Troi, som båda hade ett seriöst förhållande med. 
Q dyker än en gång upp framför Picard och tar honom tillbaka flera miljoner i tiden på Jorden, där anomalin växer sig ännu större allteftersom de reser bakåt i tiden. Den har tagit över hela Alfakvadranten och förhindrar utvecklingen av liv på Jorden. När Picard återvänder till framtiden upptäcker han att anomalins uppkomst hänger samman med hans ordergivning, och att det är tachyonpulserna från de tre tidsperioderna som upprätthåller den. Data och Geordi fastställer att de kan stoppa anomalin genom att låta alla tre versionerna av Enterprise flyga in i dess centrum och skapa statiska warpskal. Picard vidarebefordrar ordern till samtliga tidsperioder. Samtliga rymdskepp drabbas av ett haveri i warphärden, samtidigt som Q berättar för den framtida Picard att "alla goda ting måste komma till ett slut" precis innan den framtida Enterprise exploderar.
Picard finner sig själv inför Q i rättssalen som tidigare. Q gratulerar Picard för att han lyckats att tänka i flera tidslinjer samtidigt för att lösa pusslet, vilket är ett bevis på att mänskligheten fortfarande kan utvecklas, till  Q-kontinuets överraskning. Han tar farväl av Picard genom att säga "Vi ses... där ute". Picard återvänder till den nutida Enterprise och hoppar inte längre genom tiden.
Samtidigt som besättningen spelar sin vanliga poker reflekterar de över den framtid som kaptenen berättade om, med tanken att det skulle förhindra dem från att driva isär från varandra. För första och enda gången beslutar sig Picard för att delta i pokerspelet, I det att han ångrar att han inte hade gjort det tidigare, och säger"...och endast fantasin sätter gränserna (the sky is the limit)," vilket tyder på att fler äventyr väntar för besättningen.

## Produktion
"All Good Things..." sändes för första gången som ett tvåtimmarsavsnitt, med repriser som oftast visas i en redigerad version i bestående av två vanliga avsnitt med Part I/Part II i titeln. Handlingen bryts här efter att Picard har återvänt från Q's rättssal och informerar Riker om incidenten.
Ronald D. Moore och Brannon Braga förväntade sig att Michael Piller eller Jeri Taylor skulle skriva finalavsnittet. Följaktligen kom de att själva få skriva "All Good Things..." samtidigt som de skrev på Star Trek Generations, ofta förväxla aspekter av de två projekten. I kommentatorsspåret på DVD:n av Star Trek Generations, kommenterade de på att "All Good Things..." var lättare att skriva, eftersom det fanns en striktare tidsgräns som tvingade dem att få det gjort i tid.
Under inspelningarna av "All Good Things...," gjordes det även en "bakom kulisserna" dokumentär med titeln Journey's End: The Saga of Star Trek: The Next Generation med Jonathan Frakes som värd.

## Mottagande
Avsnittet rankades som nummer fem på Entertainment Weekly's lista över topp 10 avsnitt från Star Trek: The Next Generation. "All Good Things..." vann 1995 års Hugo Award för Best Dramatic Presentation. Det enda andra avsnittet som hedrades var "The Inner Light". USA Today kallade den tvådelade finalen för ett "picture-perfect" slut för serien, och gav det en 3 1/2 stjärna av 4 möjliga.

## Bokversion
En bokversion av avsnittet publicerades av Pocket Books i juni 1994. Den skrevs av Michael Jan Friedman under två veckor.